# ستوبافا
ستوبافا (بالإنجليزية: Stupava, Malacky District)‏ هي بلدة و municipality of Slovakia تقع في سلوفاكيا في Malacky District. يقدر عدد سكانها بـ 9,383 نسمة .

## أعلام
- انجيلو نيومان